# جيم جي. لوكاس
جيم جي. لوكاس (بالإنجليزية: Jim G. Lucas)‏ هو صحفي أمريكي، ولد في 22 يونيو 1914 في تشيكوتا في الولايات المتحدة، وتوفي في 21 يوليو 1970 في واشنطن العاصمة في الولايات المتحدة.